# Armand-Félicien Pinel
Pour les articles homonymes, voir Pinel.
Armand-Félicien Pinel, né le 9 décembre 1820 à Chauny et mort le 20 octobre 1891 à Paris, est un peintre français, spécialisé dans le paysage.

## Biographie
Armand-Félicien Pinel est né le 9 décembre 1820 à Chauny, fils de Jean-Félix Pinel et Adélaïde Dupressoir.
Venu à Paris, il y épouse Jean Petit le 19 juin 1849.
Il devient l'élève de Charles-Théodore Sauvageot en son atelier cour de Rohan, ainsi que de Gaston Roullet.
Il expose au Salon des artistes français pour la première fois en 1880, mais placé « hors-concours », présentant deux paysages, La Plage du nord, à Granville et Le Roc, à Granville ; il réside à Paris, au 108 rue de Rivoli. Il y expose à nouveau en 1881 et 1882.
De 1885 à 1888, il expose des paysages à la Société des Amis des arts de Seine-et-Oise, au musée de Versailles.
Il meurt le 20 octobre 1891 en son domicile dans le 5e arrondissement de Paris

## Conservation

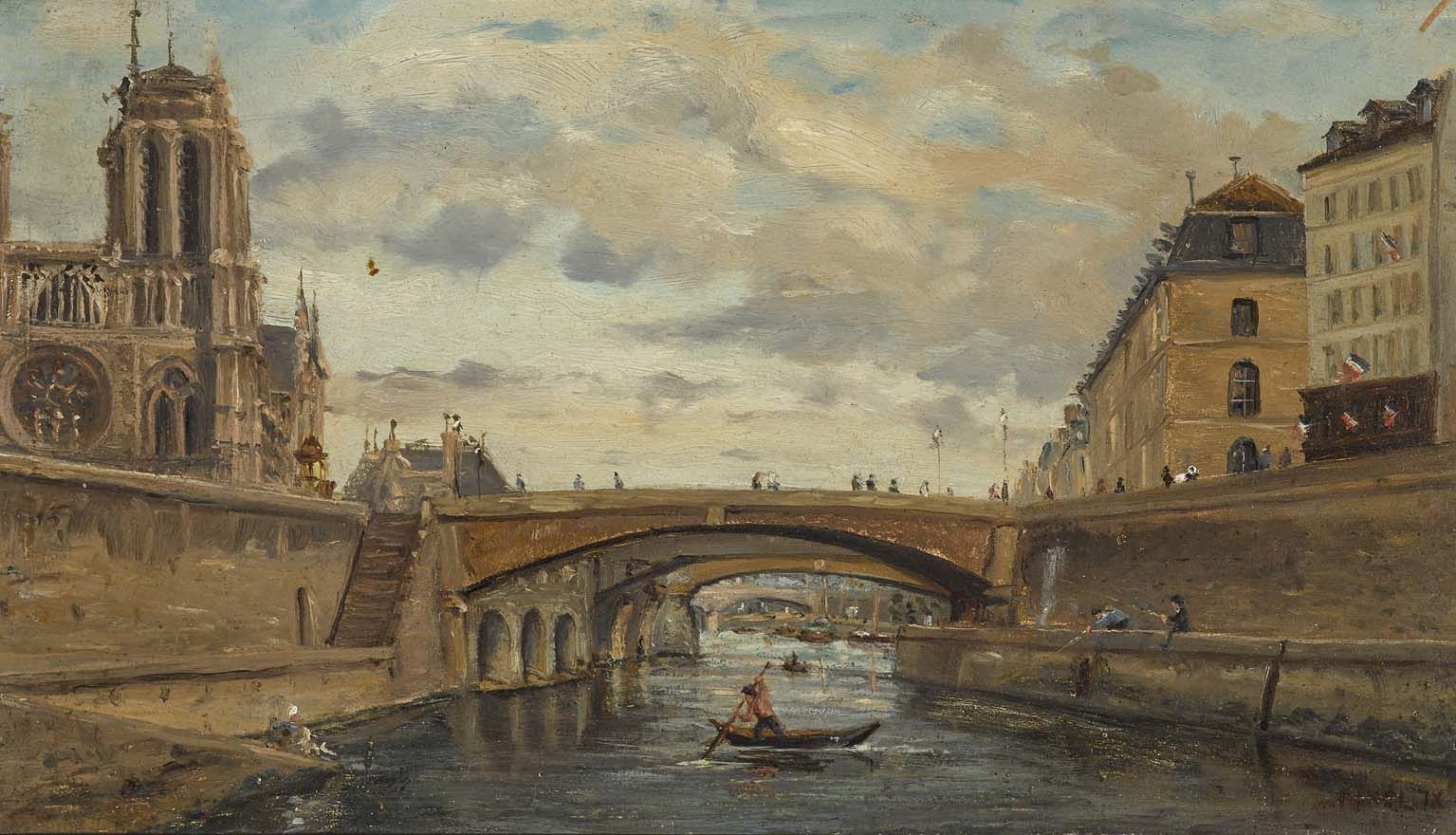
Vue du Petit-Pont [?], huile sur toile, 1878, localisation inconnue.

- Vue du port d'Anvers, huile sur toile, 1884, musée des beaux-arts de Chambéry[4].
- Plage et ville fortifiée. Saint-Malo, huile sur toile, 1885, Wakefield, Hepworth Gallery[1].